# Villemoiron-en-Othe
Villemoiron-en-Othe là một xã ở tỉnh Aube, thuộc vùng Grand Est ở phía bắc miền trung nước Pháp.

## Dân số
| 1962                                 | 1968 | 1975 | 1982 | 1990 | 1999 | 2007 |
| ------------------------------------ | ---- | ---- | ---- | ---- | ---- | ---- |
| 122                                  | 180  | 149  | 135  | 178  | 207  | 240  |
| Từ năm 1962: Dân số không tính trùng |      |      |      |      |      |      |